# Negeri Batin Baru
Negeri Batin Baru is een bestuurslaag in het regentschap Ogan Komering Ulu Selatan van de provincie Zuid-Sumatra, Indonesië. Negeri Batin Baru telt 369 inwoners (volkstelling 2010).